# カーラ・ローソン
カーラ・マリー・ローソン（Kara Marie Lawson、女性:1981年2月14日 - ）は、アメリカ合衆国・バージニア州アレクサンドリア出身のプロバスケットボール選手である。ポジションはガード。WNBA・ワシントン・ミスティクス所属。

## 来歴
ワシントンD.C.で育ち、アメリカンフットボールの選手として鳴らしていた。
西スプリングフィールド高校ではバスケとサッカーに熱中。バスケでは全米選手権MVPに選出される。
テネシー大学に進学後はバスケに一本化。北京ユニバーシアードで金メダル獲得。
2003年、ドラフト全体5位でデトロイト・ショックに指名されるも、トレードされてサクラメント・モナークスに入団。北京五輪の米国代表にも選出され、金メダルを獲得。
2010年、モナークスが解散したため、コネティカット・サンに移籍。
2014年、ワシントン・ミスティクスへ移籍。

## 経歴

### 大学
- テネシー大学

### WNBA
- 2003-2009 : サクラメント・モナークス
- 2010-2013 : コネティカット・サン
- 2014- : ワシントン・ミスティクス